# Helixanthera subligustrina
Helixanthera subligustrina är en tvåhjärtbladig växtart som beskrevs av Danser. Helixanthera subligustrina ingår i släktet Helixanthera och familjen Loranthaceae. Inga underarter finns listade i Catalogue of Life.